# 교류 발전기

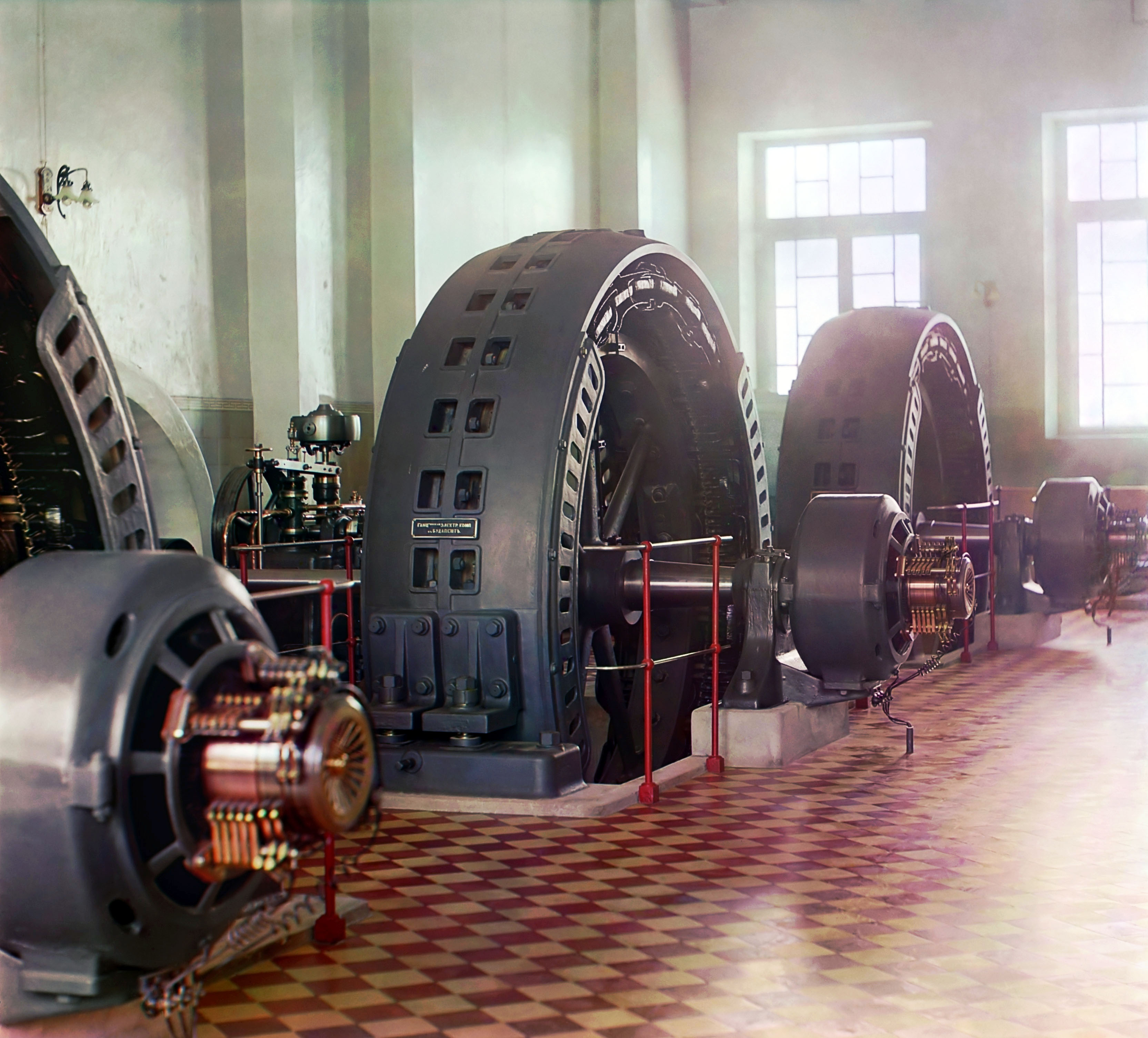
20세기 초의 교류 발전기

교류 발전기(交流發電機, 영어: alternator)는 교류 형태로 역학적 에너지를 전기 에너지로 전환하여 교류 기전력을 일으키는 발전기이다. 전자 감응 작용을 응용한 것으로, 간단히 교류기(交流機)라고도 한다.
교류 발전기는 단상과 3상이 있으나 발전소에 있는 발전기는 모두 3상이며,동기속도 라는 일정한 속도로 회전하므로 3상 동기발전기(three-phase synchronous generator)라 한다.

## 역사

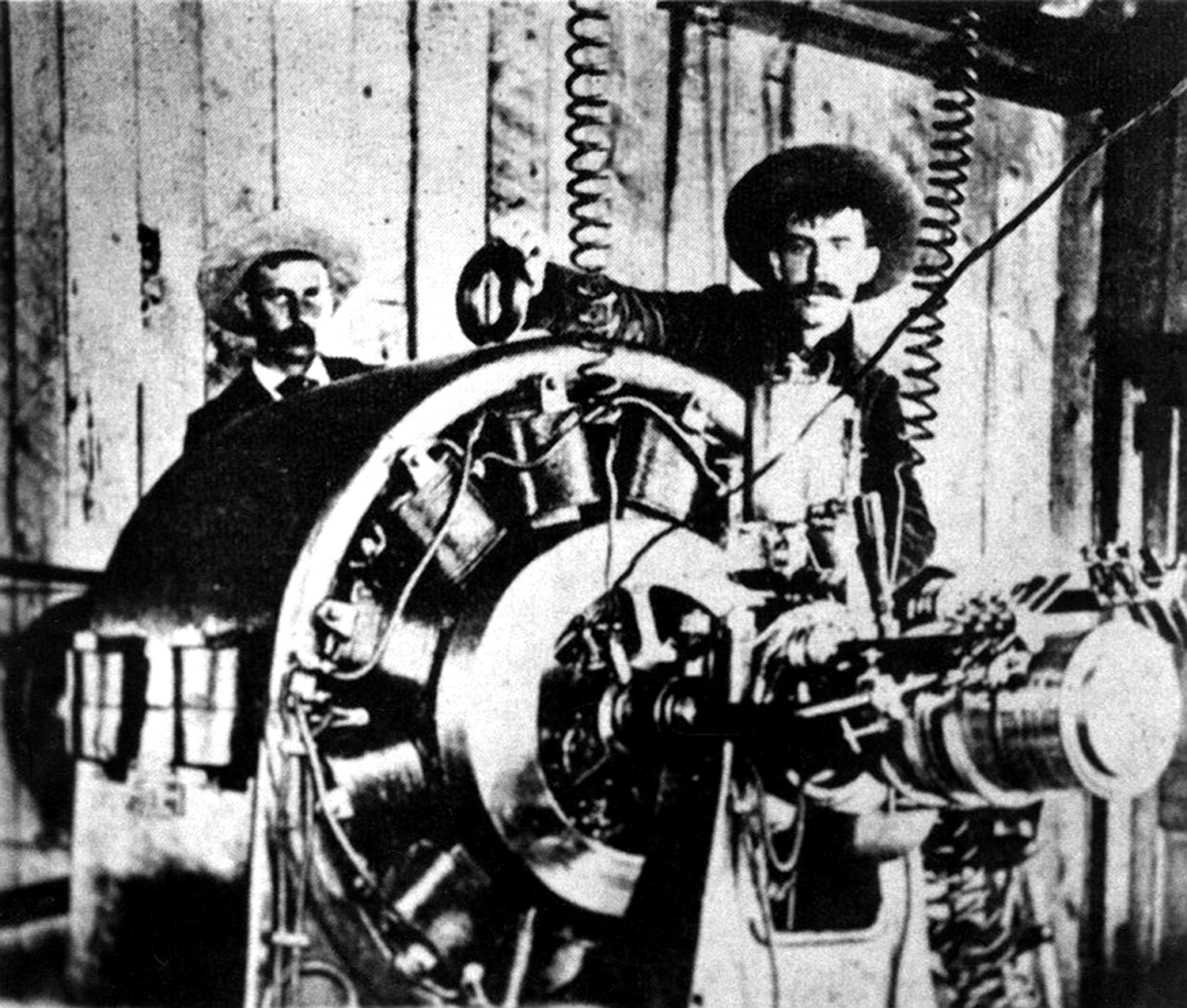

교류 발전 시스템은 1830년대에 전자기 유도의 발견에서 간단한 형태로 알려져 있다. 회전형 발전기는 자연적으로 교류를 생성했지만, 거의 사용하지 않았기 때문에 일반적으로 발전기의 정류자를 추가하여 직류로 변환되었다. 초기 기계는 마이클 패러데이와 히폴리테 픽시 같은 개척자가 개발했다. 패러데이는 "회전 사각형"을 개발했다. 로드 켈빈과 세바스천 페란티는 초기 교류 발전기를 개발하면서 100~300Hz의 주파수를 생성했다.

## 작동 원리

자기장에서 상대적으로 움직이는 도체는 기전력을 발생시킨다. 이 기전력은 반대 극성의 자극 아래에서 움직일 때 극성을 바꾼다. 전형적으로, 회전자라고 불리는 회전 자석은 고정자라고 불리는 철심의 코일에 권선으로 고정된 도체 세트 내부에서 회전한다.
회전 자계는 고정자 권선에서 교류 전압을 유도한다. 고정자 권선의 전류가 회전자의 위치와 단계적으로 변하기 때문에 교류 발전기는 동기식 발전기이다.
회전자의 자기장은 영구 자석 또는 자계 코일 전자석이 생성할 수 있다. 차량 교류 발전기는 회전자 권선의 전류를 변화시킴으로써 발전기의 발전 전압을 제어할 수 있는 회전자 권선을 사용한다. 영구 자석 기계는 회전자의 자기화 전류로 인한 손실을 피하지만, 자석 재료의 비용 때문에 크기가 제한된다. 영구 자기장이 일정하기 때문에, 단자 전압은 발전기의 속도에 따라 직접 달라진다.
자동 전압 제어 장치는 자계 전류를 제어하여 출력 전압을 일정하게 유지한다. 고정된 전기자 코일의 출력 전압이 수요 증가로 인해 내려가면, 더 많은 전류는 전압 조정기 (VR)를 통해 회전 방향 코일에 공급된다. 이것은 전기자 코일에서 큰 전압을 유도하는 필드 코일 주위에서 자계를 증가시킨다. 따라서, 출력 전압은 원래 값으로 되돌려진다.
중앙 발전소에서 사용되는 발전기는 교류 전력을 조절하고 순간 오류의 영향에 대한 전력 시스템을 안정화하는데 도움이되도록 자계 전류를 제어한다.

## 동기 속도
한 쌍의 자계 극이 고정 권선의 한 지점을 통과할 때마다 교류의 한 주기가 생성된다. 속도와 주파수 사이의 관계는 {\displaystyle N=120f/P}이며, {\displaystyle f}는 주파수 Hz이다. {\displaystyle P}는 극수 (2,4,6 ...)이고 {\displaystyle N}은 분당 회전수이다.
교류 발전기의 출력 진동수는 전극의 수와 회전 속도에 따라 다르다. 특정 주파수에 상응하는 속도를 동기 속도(synchronous speed)라고 한다. 아래의 표에 몇 가지 예가 있다.
| 전극 수 | RPM (50 Hz) | RPM (60 Hz) | RPM (400 Hz) |
| ------- | ----------- | ----------- | ------------ |
| 2       | 3,000       | 3,600       | 24,000       |
| 4       | 1,500       | 1,800       | 12,000       |
| 6       | 1,000       | 1,200       | 8,000        |
| 8       | 750         | 900         | 6,000        |
| 10      | 600         | 720         | 4,800        |
| 12      | 500         | 600         | 4,000        |
| 14      | 428.6       | 514.3       | 3,429        |
| 16      | 375         | 450         | 3,000        |
| 18      | 333.3       | 400         | 2,667        |
| 20      | 300         | 360         | 2,400        |
| 40      | 150         | 180         | 1,200        |

- 회전 속도는 분당 회전수를 가리키는 RPM이다.
- 진동수의 단위는 헤르츠(Hz)이다.

## 회전전기자형과 회전계자형
고정된 계자극 사이에서 전기자를 회전시키는 회전전기자형 발전기는, 전기자로부터 전류를 얻을 때 슬립링과 브러시를 접촉시키므로, 이 부분에 불꽃을 파생시키고자 절연이 되지 않게 한다. 그래서 대전력용인 것은 제작이 어렵고, 주로 110 ~ 220V의 저전압·소용량인 것에 쓰인다. 이와는 반대로, 고정된 전기자의 안쪽에서 계자극을 회전시키는 회전계자형 발전기는 전기자에 발생한 기전력을 그대로 외부로 빼낼 수 있을 뿐만 아니라, 전기자 철심의 흠을 깊게 할 때는 고압 절연을 충분히 할 수 있어서, 코일의 배열·결선(結線)을 하는 데도 편리하다. 회전자극에는 철심에 계자코일을 끼운 전자석을 사용하고, 슬립링을 통해서 계자전류를 공급하는데, 그다지 고전압이 되지 않으므로 문제가 되지 않는다. 이런 형의 발전기에서는 전기자쪽을 '고정자(固定子)', 계자쪽을 '회전자(回轉子)'라고 부르는 수가 있다. 고전압·대용량인 교류발전에는 모두 이 발전기가 쓰인다. 발전 전압은 보통 3,000 ~ 22,000V인데 3만V를 넘는 것도 만들어졌다.
일반적으로 발전기를 돌리는 원동기(原動機)에는 경제속도가 있다. 종축수차(縱軸水車)는 72 ~ 750rpm, 횡축수차는 200 ~ 1,200rpm, 증기터빈은 1,500 ~ 3,600rpm이다. 그에 응해서 자극수는 각각 8 ~ 50, 6 ~ 30, 2 ~ 4로 된다. 발전기의 회전수를 일정하게 유지하는 것은 매우 중요하다. 부하가 늘면 발전기의 전기자에는 많은 전류가 흐르며 이 때문에 전기자의 둘레에 생기는 자계가 강화됨으로써, 회전 자극의 회전을 둔화키는 힘이 작용한다. 그 결과 회전속도가 바뀌면 교류의 주파수가 바뀌어 버리고 만다. 이것을 막기 위해서 발전소에서는 물이라든가 증기의 유량(流量)을 부하에 따라 즉각 자동제어를 하지 않으면 안 된다.

## 수차발전기
수력발전소의 발전기(수차발전기)는 회전축을 지면에 세우는 종형(縱形)과 수평을 놓는 횡형이 있다. 프랜시스수차·카플란수차 등의 경우는 종형이며, 펠톤수차인 경우는 보통 횡형이다. 발전기의 가격은 횡형쪽이 싸지만 종형은 낙차를 유효하게 이용할 수 있으며 수차의 구조가 간단하게 되어 있어 소요 면적이 적게 든다. 대용량인 발전소에서는 거의 대부분이 종형을 쓰고 있다. 회전속도는 크지 않으므로, 발전기의 길이에 비례해서 직경을 크게 하고, 돌기(突起)된 많은 자극(磁極)을 갖는 철형회전자(凸形回轉子)를 사용하게 된다.

## 터빈발전기
화력발전소의 발전기(터빈발전기)는 매우 고속으로 운전되므로 회전자는 기계적으로 튼튼하게 하고, 관성을 줄이기 위해 가늘고 긴 원통 회전자로 한다. 또 극히 미세한 기계적 편심(偏心)에 의해서도 회전수(고유회전수)에 이상진동(異常振動)이 발생한다. 이 회전수는 규정된 회전수보다 몇 퍼센트 낮은 정도이므로, 정상운전(定常運轉)시에는 문제가 되지 않으나, 시동·정지시에는 반드시 그 회전수를 통과하므로 세심한 주의를 기울이지 않으면 안된다. 또 송전계통의 사고 등으로 갑자기 회전수가 저하됐을 경우라도, 위험한 회전수가 되지 않도록 보호장치를 마련하고 있다. 터빈발전기에서는 운전중 특히 회전자 코일 가운데의 전류라든가 공기와의 마찰 등에 의해 발열하므로, 항상 기름이나 공기를 순환시켜서 냉각하고 있다. 냉각제로서 공기 대신에 기체 수소를 쓰게 된 다음부터는, 대용량의 발전기도 만들 수 있게 되었다. 수소는 열을 잘 전하므로 냉각효과가 좋을 뿐만 아니라, 자극의 회전에 따르는 마찰이 적으므로 에너지 손실이라든가 소음이 적다. 특히 최근의 터빈발전기에서는 절연물을 통하여 코일을 냉각시키는 대신 회전자 코일 내부에 중공부분(中空部分)을 만들어, 수소를 순환시키는 직접냉각법도 채용되고 있다. 또 고정자 코일에도 물 또는 기름 등의 액체나 수소에 의한 직접냉각법이 쓰여져 오고 있다. 그러나 수소 중에 공기가 30% 이상 섞여 들어가면 폭발을 일으킬 위험성이 있으므로, 수소의 누설이나 공기의 침입을 방지하기 위해 특별히 연구하여, 케이스는 모두 내폭구조(耐爆構造)로 하지 않으면 안 된다.

## 같이 보기
- 다이너모
- 발전기
- 엔진 발전기
- 유도 발전기
- 선형 교류발전기
- 마그네토
- 단상 발전기

## 참조
1. ↑  The Electrical Year Book 1937, published by Emmott & Co Ltd, Manchester, England, page 72